# Collix subligata
Collix subligata är en fjärilsart som beskrevs av W. Warren 1896. Collix subligata ingår i släktet Collix och familjen mätare. Inga underarter finns listade i Catalogue of Life.